# 阙

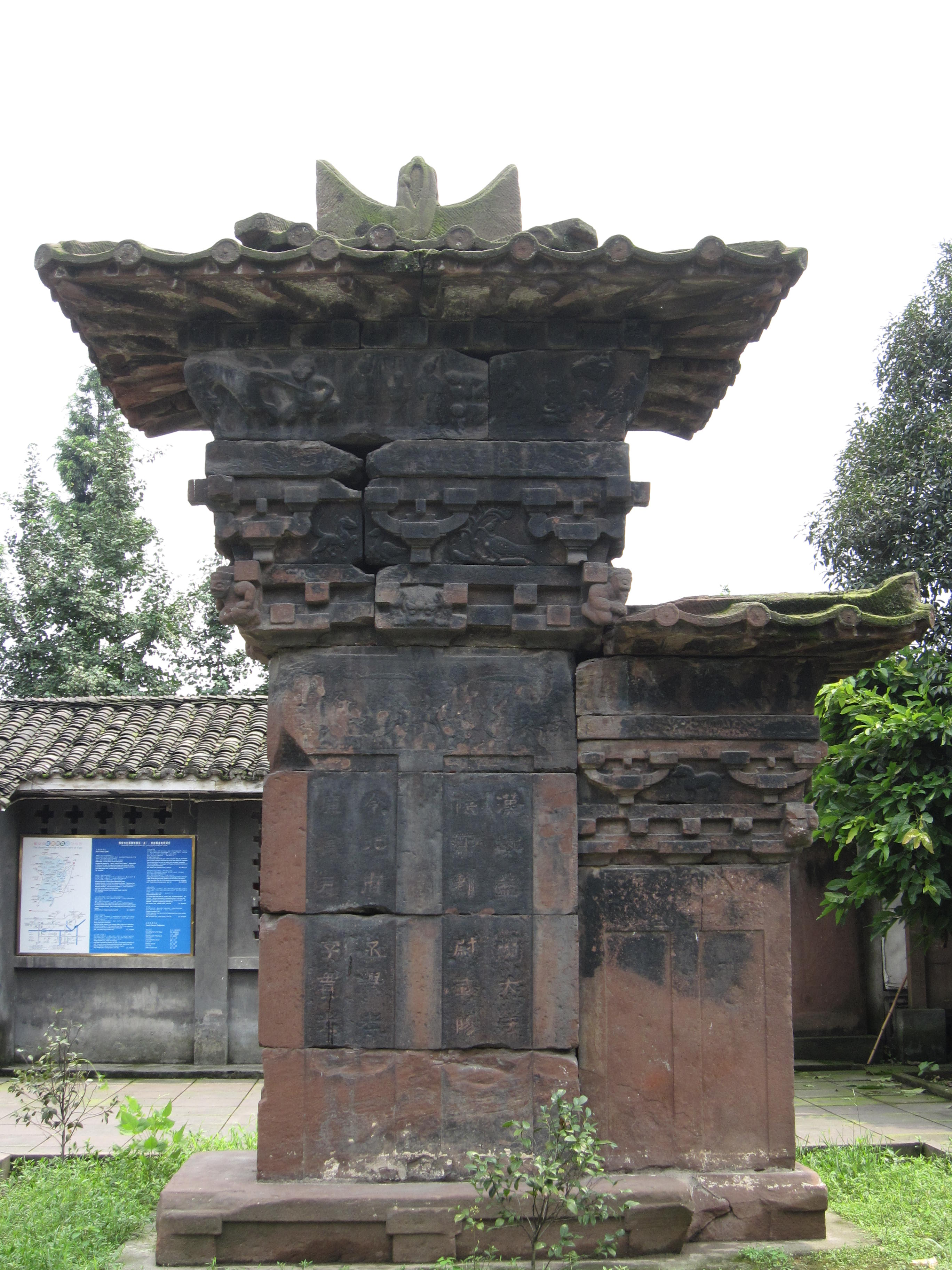
高颐墓阙

阙，又稱闕門、观，是東亞宫殿、祠庙和陵墓前的一种高建筑物，通常左右各一，建成高台，台上起楼观，两阙中间没有建筑物相连，之间空缺，故称“阙”。有的用石雕砌而成，作为记官爵、功绩和装饰之用。也有大阙旁更建小阙的，称“子母阙”，如东汉王稚子阙、高颐阙等。

徐锴《说文解字系传》卷二十三：“盖为二台于门外，人君作楼观于上，上员下方。以其阙然为道，谓之阙，以其上可远观，谓之观，以其县（悬）法谓之象魏。”因以为宫门的代称。《汉书·朱买臣传》：“诣阙上书。”后世改用石雕砌而成的，作为铭记官爵、功绩和装饰之用。

宫阙常用来代指朝廷。阙也会出现在重要寺庙、道观门前，以及帝王和贵族的陵墓前。

## 漢晉石阙
石阙是秦汉时代威仪等地的建筑物。用于墓前和祠庙前。中国现存的石阙三十座，时代属于东汉及晉，分布地区以山東河南及四川最为集中。墓阙以雅州东汉益州太守高颐墓阙最为精美。

## 阙門
漢、晉以後，闕繼續在都城、宮殿及皇家陵墓前使用。其中現存的大型闕遺跡包括唐代乾陵神道上的三重闕。
宮殿前的双闕發展到明代時已經與門樓合爲一體，成爲一座“凹”字形建築，兩側伸出的翼樓上建有與主門樓分離的方形建築，代表傳統的闕，翼樓下另開門洞稱爲“闕門”。明、清朝的南京和北京皇宮的午門都是闕門形制，但南京午門的兩闕在1924年修建明故宮機場時拆除，因此北京午門成爲中國國内碩果僅存的皇宮闕門遺存。越南順化紫禁城的午門仿明午門設計，也有兩闕。

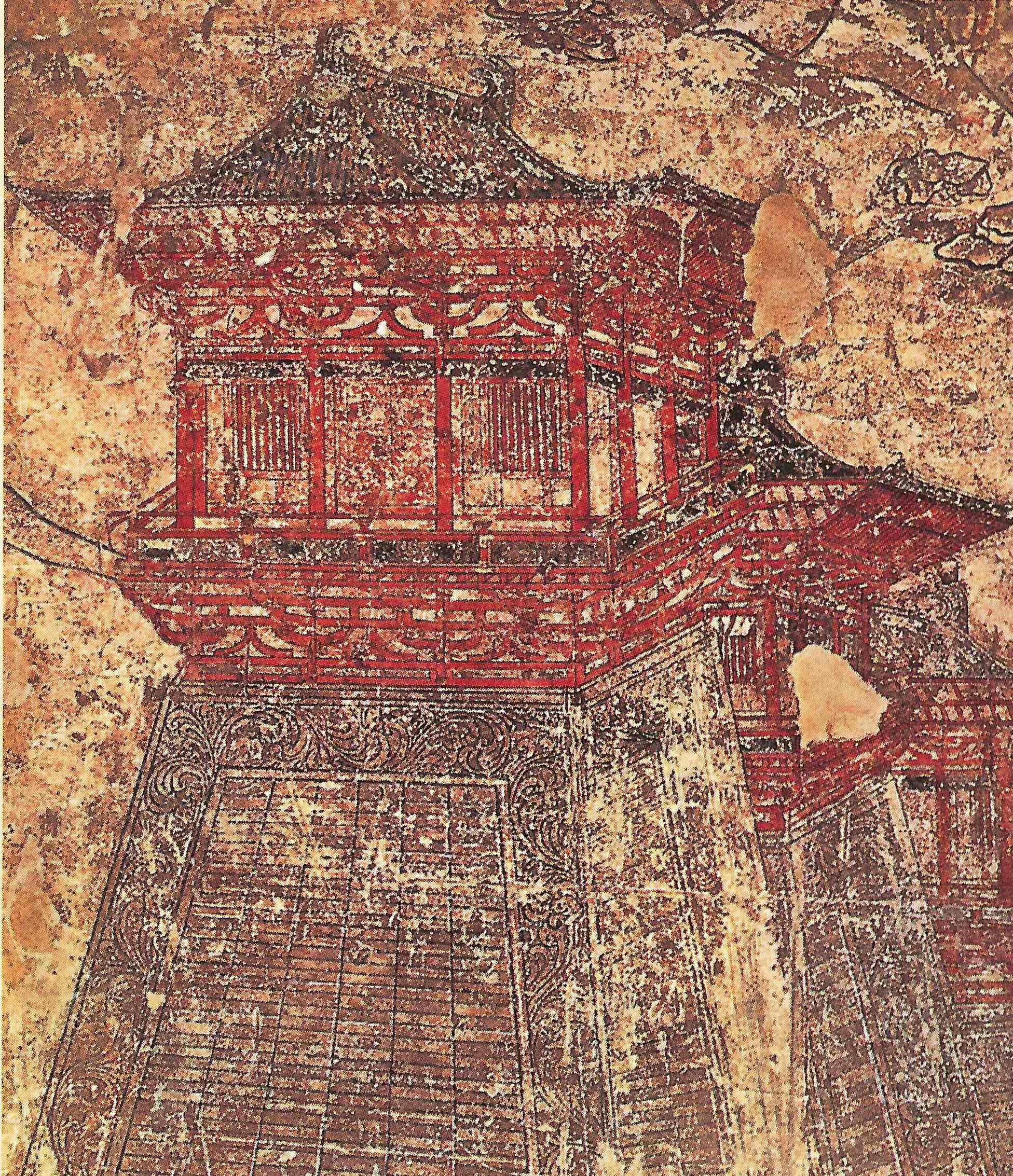
懿德太子墓壁畫中描繪的長安城闕
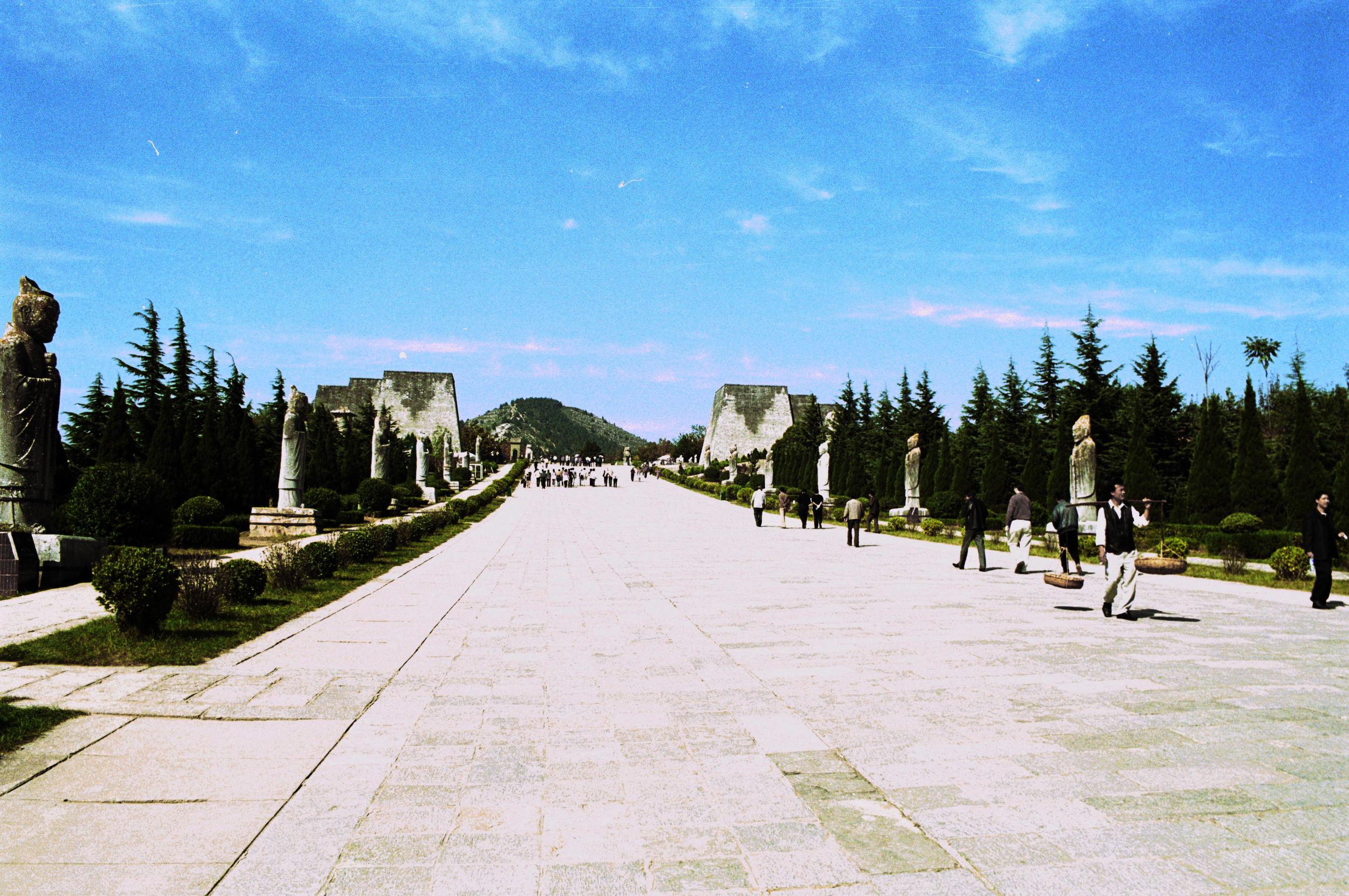
乾陵神道，遠處是第三重闕
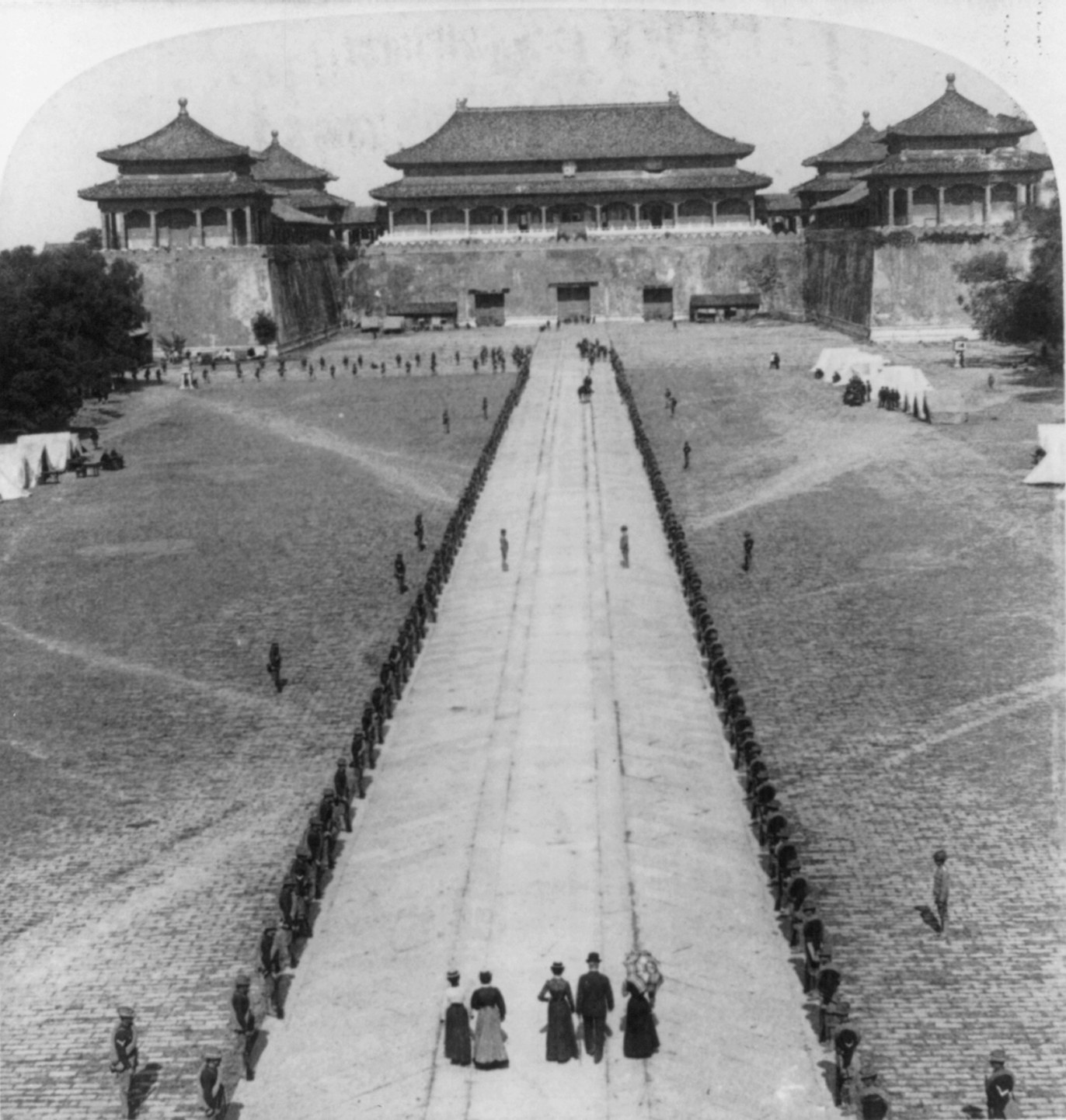
北京午門是中國現存的唯一一座皇宮闕門
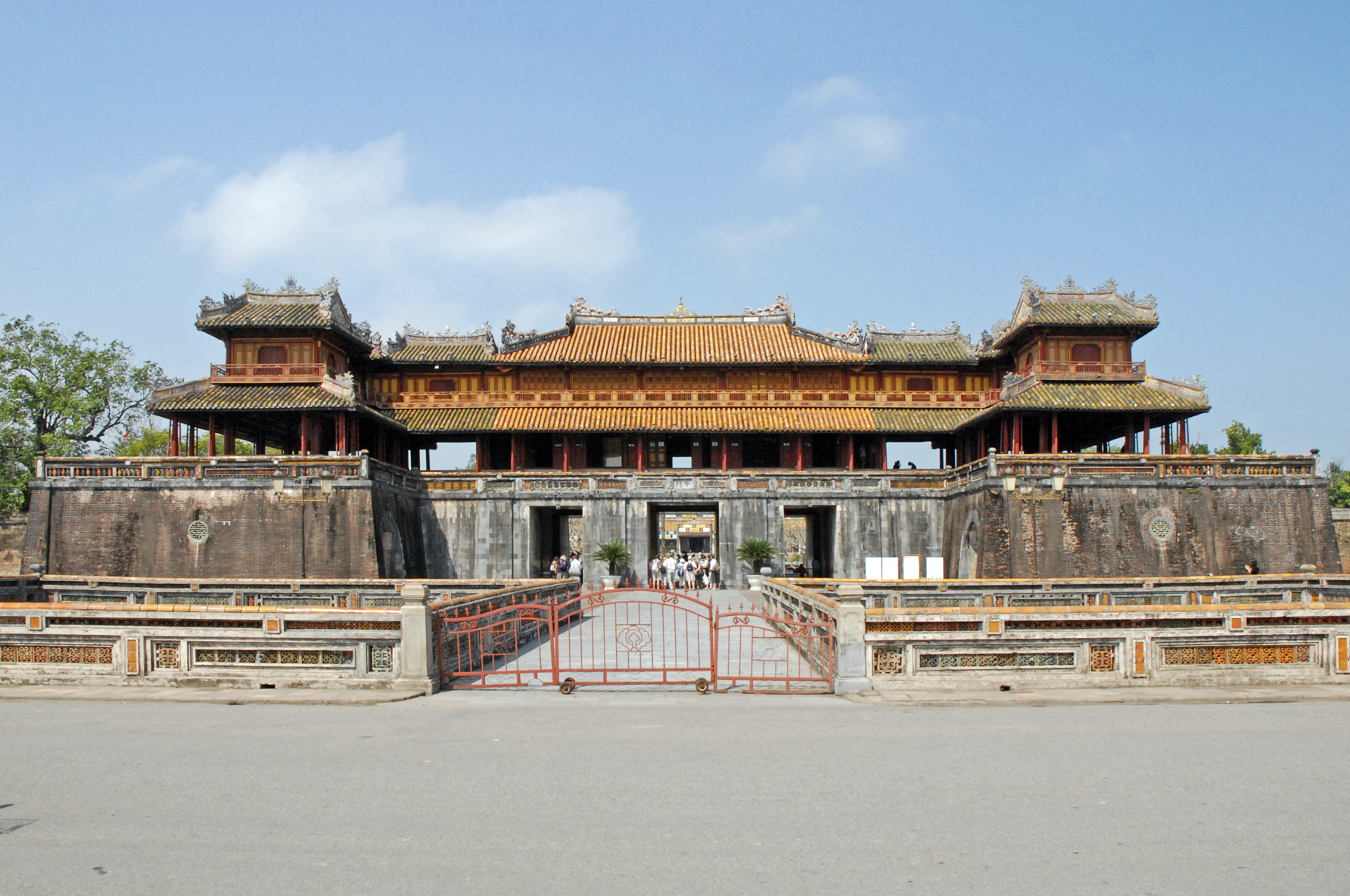
越南順化午門